# Lechedzani Luza
Lechedzani Luza (* 20. Dezember 1978) ist ein ehemaliger botswanischer Boxer.
Er trat bei den Olympischen Sommerspielen 2004 in Athen an. Im Fliegengewichtsturnier schied er in seinem Erstrundenkampf gegen Hicham Mesbahi aus Marokko aus. Bei den Commonwealth Games 2002 in Manchester errang er die Silbermedaille.